# Шольце-Сроковский, Влодзимеж
Влодзимеж Шольце-Сроковский (пол. Włodzimierz Scholze-Srokowski) — дипломированный пехотный офицер Войска Польского, в 1964 года Правительством Польши в изгнании назначен бригадным генералом.

## Биография
Влодзимеж Шольце-Сроковский родился 4 апреля 1894 года в городе Краков. Во времена Первой мировой войны служил в армии Австро-Венгрии, где попал в плен к русским. В начале 1919 года вступил в ряды 5-й дивизии польских стрелков, где занял должность адъютанта во 2-м полку польских стрелков в Сибири. После капитуляции 5-й дивизии польских стрелков на станции Клюквенная поддержал решение командира дивизии Казимира Румши и отказался сложить оружие, в результате около тысячи человек прорвались из окружения и попали в Иркутск, откуда направились в Харбин и затем в порт города Далянь, где погрузившись на судно «Ярославль» отправились в Польшу город Гданьск.
После возвращения в Польшу принял участие в советско-польской войне в рядах 83-м Полесского стрелкового полка имени Ромуальда Траугутта. 3 мая 1922 года повышен до звания капитан. 31 марта 1924 года повышен до звания майор. 1 ноября 1924 года поступил в Высшее военное училище города Варшава. 11 ноября 1926 года окончил военное училище и направлен в общенациональное управление министерства военных дел. 1 ноября 1930 назначен заместителем командира 72-го пехотного полка города Радом. 1 января 1931 года повышен до звания подполковник. В ноябре 1934 года переведен в Штаб корпуса X.
1 января 1946 года повышен до звания полковника. После второй мировой войны оставался в эмиграции в Англии. 11 ноября 1964 года, президентом Польши Аугустом Залеским повышен до звания бригадный генерал. Умер 1 августа 1972 года в Лондоне.

## Награды
- Серебряный крест ордена Virtuti Militari
- Крест Независимости
- Крест Храбрых (дважды)
- Золотой Крест Заслуги
- Медаль Победы